# Fabriciidae
Fabriciidae Rioja, 1923 è una famiglia di anellidi policheti sedentari marini.

## Tassonomia
La famiglia Fabriciidae al febbraio 2023 comprende i seguenti 18 generi più altri sette accettati come sinonimi:
- Augeneriella Banse, 1957
- Bansella Fitzhugh, 2010
- Brandtika Jones, 1974
- Brifacia Fitzhugh, 1998
- Echinofabricia Huang, Fitzhugh & Rouse, 2011
- Fabricia Blainville, 1828
- Fabricinuda
- Fabriciola Friedrich, 1939
- Fabrikirkia López & Cepeda, 2021
- Leiobranchus Quatrefages, 1850
- Leptochone
- Manayunkia Leidy, 1859
- Novafabricia Fitzhugh, 1990
- Pseudoaugeneriella Fitzhugh, 1998
- Pseudofabricia Cantone, 1972
- Pseudofabriciola Fitzhugh, 1990
- Raficiba Fitzhugh, 2001
- Rubifabriciola Huang, Fitzhugh & Rouse, 2011

- Amphicora Ehrenberg, 1836 accettato come Fabricia Blainville, 1828
- Eriographis Grube, 1850 accettato come Myxicola Koch in Renier in Meneghini, 1847
- Haplobranchus Bourne, 1883 accettato come Manayunkia Leidy, 1859
- Oridia Rioja, 1917 accettato come Amphicorina Claparède, 1864
- Othonia Johnston, 1835 accettato come Fabricia Blainville, 1828
- Parafabricia Fitzhugh, 1992 accettato come Fabrikirkia López & Cepeda, 2021
- Trichosobranchella Dybowski, 1929 accettato come Manayunkia Leidy, 1859